# Janna Watson
Janna Watson est une artiste peintre, artisan et designer canadienne.

## Biographie
Le grand-père de Watson était un peintre abstrait. Elle est diplômée de l'Université de l'École d'art et de design de l'Ontario.
Au début de sa carrière, Watson a collaboré et vécu avec la chanteuse canadienne Allie X. Les deux se sont ensuite reconnectés et ont travaillé ensemble.
En 2012, elle a collaboré à une exposition à Toronto avec Katrina Tompkins.
En 2014, Watson a été présenté sur House and Home. En 2016, l'exposition de Watson a été présentée à DesignTO. Cette année-là, le magazine Azure l'a appelée l'un des "Top 5 des designers à surveiller".
Elle participe à de nombreuses expositions de groupe et individuelles au Canada et États-Unis,,.
Watson produit peintures acryliques et de textiles,.

## Musées et collections publiques
- Bau-Xi Gallery, Vancouver[15]
- Foster/White Gallery, Seattle[16]
- Skye Gallery[17]
- Kenise Barnes Fine Art Gallery, Larchmont[18]